# Himno de Azuay
El Himno de Azuay es una composición musical creada por la letra y música de Renato Albornoz Moreno. Es el himno oficial de la provincia del Azuay, por lo que también se lo conoce como Himno de Azuay.
El himno consta de cuatro estrofas de cuatro versos cada una en total 52 versos, de los cuales hoy se canta el coro, la primera, la segunda, la tercera y la cuarta estrofa.

## Himno al Azuay
CORO
Azuay, Azuay
Te canto con fervor.
De tus ríos emanan.
Huertos paz y amor.
Azuay, Azuay
Puñado de semillas.
Que la tierra nos brinda.
Con toda su alegría.
ESTROFAS
I
Azuay tu nombre surca mi horizonte.
Mapa de colores bajo un cielo azul.
Campiñas que rebosan mazorcas y trigales.
Hermosos manantiales, floresta y colibrí.
Tejedoras de sombreros, de macanas y de ponchos.
De sus chales mil colores, sus bordados y el telar.
Cuenta el tiempo en mil canciones, entre historias y leyendas.
De lo bello de esta tierra, De lo bello del Azuay.
II
Azuay tu nombre murmura entre la luna.
Entre bosques entre montes y arroyos de cristal.
Espejos tus lagunas provincia del ensueño.
Tierra tersa y generosa para el alma un manantial.
Son quince tus hijos que altivos te cantan.
Desde Guapondelig, orgullo de Ecuador.
Parroquias y cantones bruñidos en tus valles.
Leyendas de granizo, calor de un tibio sol.
III
Guacamayas y serpientes en tu sangre milenaria.
En la piel de tus montañas el arado y una flor.
Lleva el viento por tus campos melodías de alegría.
En los Andes majestuosa tu silueta bajo el sol.
Tu nombre escrito en barro y poesía.
Entre historia, armonía y gestas de valor.
Con el pulso de tu gente, tus mujeres y tus hombres.
Con sus sueños, sus manos, su fuerza y su tesón.
IV
Azuay tu nombre surca mi horizonte.
Ríos y cascadas juegan en tu piel.
La magia de la vida con su fuerza y su dulzura.
Está presente en esta tierra, tierra del edén.
Quipas, rondadores, bandas y danzantes.
Festejan junto al agua un nuevo amanecer.
El viento vuela inquieto entre paramos y cerros.
Acariciando a Pachamama su vientre de mujer.